# Roézé-sur-Sarthe
Roézé-sur-Sarthe település Franciaországban, Sarthe megyében. Lakosainak száma 2546 fő (2022. január 1.). Roézé-sur-Sarthe Voivres-lès-le-Mans, La Suze-sur-Sarthe, Cérans-Foulletourte, Chemiré-le-Gaudin, Fillé, Guécélard, Louplande és Parigné-le-Pôlin községekkel határos.

## Népesség
A település népessége az elmúlt években az alábbi módon változott:
| Lakosok száma | 2707 | 2631 | 2669 | 2626 | 2620 | 2615 | 2589 | 2569 | 2546 |
|               | 2013 | 2015 | 2016 | 2017 | 2018 | 2019 | 2020 | 2021 | 2022 |